# The Budos Band
The Budos Band este o trupă instrumentală ce înregistrează pentru casa de discuri Daptone Records. Formația are zece membri ce cântă o muzică instrumentală descrisă ca „Afro-Soul”, un termen și sonoritate pe care - într-un interviu din 2007 - saxofonistul bariton Jared Tankel spunea că se trage din muzica etiopiană pe care membrii grupului o ascultau și la care au adăugat elemente din muzica anilor '60.
Influențe de jazz, deep funk, Afro-beat și soul pot fi auzite pe înregistrările trupei, toate lansate sub Daptone Records și înregistrate la studioul Daptone's House of Soul în Brooklyn, New York.

## Membrii
- Vincent Balestrino - shekere
- Thomas Brenneck - chitară electrică
- John Carbonella Jr. - tobe conga, baterie
- Mike Deller - orgă
- Daniel Foder - chitară bas
- Cochemea Gastellum - saxofon tenor, flaut
- Andrew Greene - trompetă
- Dave Guy - trompetă
- Rob Lombardo - tobe bongo, conga
- Brian Profilio - baterie
- Dame Rodriguez - cowbell, clave, tamburină
- Jared Tankel - saxofon bariton

## Discografie
- The Budos Band (29 noiembrie 2005)
- The Budos Band II (7 august 2007)
- The Budos Band EP (2009)
- The Budos Band III (2010)